# Svartbandad hornero
Svartbandad hornero (Furnarius figulus) är en fågel i familjen ugnfåglar inom ordningen tättingar.

## Utseende och läte
Svartbandad hornero är en medelstor ugnfågel. Ovansidan är roströd och undersidan beigefärgad. På huvudet syns ett tydligt vitt ögonbrynsstreck och en brun mask över ögat. Den liknar ljusbent hornero, men har mörka ben. Sången som ofta levereras i duett består av en ljudlig serie med upp till 30 "djip-djip".

## Utbredning och systematik
Svartbandad hornero delas in i två underarter:
- Furnarius figulus pileatus – förekommer i nedre Amazonområdet i Brasilien
- Furnarius figulus figulus – förekommer i östra Brasilien (i söder till Minas Gerais och Espírito Santo)

## Levnadssätt
Svartbandad hornero ses vanligen promenera på marken nära vattendrag och våtmarker, men kan också hittas i betesmarker och till och med trädgårdar.

## Status och hot
Arten har ett stort utbredningsområde och tros öka i antal. Internationella naturvårdsunionen IUCN listar den därför som livskraftig (LC).